# Edmond Leclef (chanoine)
Pour les articles homonymes, voir Edmond Leclef.
Monseigneur Edmond Leclef (Anvers, 9 novembre 1898 – Malines, 21 juillet 1967) est un chanoine catholique belge, secrétaire du cardinal Joseph-Ernest Van Roey.

## Biographie
Il est l'aîné d'une famille de cinq enfants. Il est le fils de Joseph Leclef, médecin-légiste à Anvers et de Julie Mussche, petit-fils de Edmond Leclef. Après ses humanités au Collège Saint Jean Berchmans à Anvers il fut ordonné prêtre le 22 octobre 1922. Envoyé à Rome, il y devint docteur en théologie de l'Université pontificale Saint-Thomas-d'Aquin. Après avoir enseigné à partir du 20 septembre 1924 au Petit Séminaire de Malines, il devint le 15 avril 1927 secrétaire particulier du cardinal Joseph-Ernest Van Roey.
Edmond Leclef fut secrétaire particulier du cardinal Van Roey durant 32 ans, et fut le témoin privilégié de sa prélature, en particulier de la question royale. Il publia en 1945 un livre sur le cardinal van Roey pendant l'occupation allemande. Durant celle-ci, il a été l'intermédiaire entre van Roey et la Militärverwaltung allemande pour demander des exemptions aux déportations de juifs en Belgique,.
En 1950, il est nommé camérier secret du pape, et en 1961 le pape Jean XXIII le nomma protonotaire apostolique,. Il était polyglotte et parlait français, néerlandais, russe, italien, anglais, espagnol, latin et hébreu. Il a traduit Anton Tchekov, Alexandre Pouchkine, et Guido Milanesi.

## Publications
- « L'élévation au cardinalat de S.G. Mgr J.-E. Van Roey », Collectanea Mechliniensia, t. XVI,‎ 1927, p. 663-728
- L'Église annule-t-elle les mariages ?, vol. 374, La Pensée catholique, coll. « Études religieuses », 1935, 18 p.
- Le cardinal van Roey et l'occupation allemande en Belgique, actes et documents, Bruxelles, A. Goemaere, 1945, 360 p. (OCLC 24968067)
- « Evocation », Collectanea Mechliniensia,‎ novembre 1961, p. 567-574
- « Jean XXIII et le cardinal Van Roey », La Revue Belge,‎ août 1965, p. 25-30